# Rinodina exigua
Rinodina exigua är en lavart som först beskrevs av Erik Acharius, och fick sitt nu gällande namn av Samuel Frederick Gray. Rinodina exigua ingår i släktet Rinodina och familjen Physciaceae.  Arten är reproducerande i Sverige. Inga underarter finns listade i Catalogue of Life.